# Аглонський край
Агло́нський кра́й (латис. Aglonas novads) — адміністративно-територіальна одиниця Латвійської Республіки. Розташований у південно-східній частині країни, в історичному регіоні Латгалія. Адміністративний центр — Аглона. Створений 2009 року. Площа — 392,7 км². Населення — 3930 осіб (2011). До складу краю входять 4 волості.

## Історія
Край створений 1 липня 2009 року в ході адміністративно-територіальної реформи з частини Краславського району.

## Адміністративний поділ
- Аглонська волость
- Граверська волость
- Кастулінська волость
- Шкелтовська волость

## Населення
Національний склад краю за результатами перепису населення Латвії 2011 року.
| Національність | К-сть | %        |
| -------------- | ----- | -------- |
| Латиші         | 2398  | 61,02 %  |
| Росіяни        | 1166  | 29,67 %  |
| Білоруси       | 182   | 4,63 %   |
| Українці       | 29    | 0,74 %   |
| Поляки         | 88    | 2,24 %   |
| Литовці        | 13    | 0,33 %   |
| Інші           | 54    | 1,37 %   |
| Загалом        | 3930  | 100,00 % |